# Klaus Rainer Röhl
Klaus Rainer Röhl (ur. 1 grudnia 1928 w Suchej Hucie, zm. 30 listopada 2021 w Kolonii) – niemiecki dziennikarz, publicysta, historyk, polityk, mąż Ulrike Meinhof.
Urodził się w Wolnym Mieście Gdańsku, w 1944 jeszcze jako uczeń został powołany do służby pracy i na dwa tygodnie do wojska na terenie okupowanej Danii. Po krótkim pobycie w obozie dla internowanych osiadł wraz z rodziną, która uciekła przed Armią Czerwoną, w okolicach Stade. Skończył szkołę i w 1948 zdał maturę. Poznał wówczas Petera Rühmkorfa i Stefana Austa.
Od czasu studiów w Hamburgu w 1949, rozpoczął działalność w studenckim życiu teatralnym i muzycznym. Wyznając poglądy radykalnie pacyfistyczne, zbliżył się do komunistycznej KPD.
W 1955 rozpoczął wydawanie czasopisma "Studentenkurier", które stało się głosem prasowym ówczesnego pokolenia. Ściśle współpracował z Komunistyczną Partią Niemiec i szukał funduszy u władz NRD. Po zakazaniu działalności komunistów w RFN odstąpił od komunizmu i przekształcił we wrześniu 1957 "Studentenkurier" w czasopismo "konkret". Stało się jednym z najważniejszych czasopism studenckich tamtych lat (szczytowy nakład wynosił 20 tys. egzemplarzy). Odegrało decydującą rolę w ruchu antyatomowym w 1958. Skupiało autorów o poglądach socjalistycznych, a wśród nich także Ulrike Meinhof. Klaus i Ulrike wzięli ślub w Boże Narodzenie 1961.
Po tym jak wschodnioniemiecka SED (finansująca "konkret") żądała zwiększenia swoich wpływów na działalność redakcji, doszło do rozłamu. SED przestała finansować czasopismo, a Röhl zaczął prowadzić gazetę na własny rachunek. Jako niezależne socjalistyczne czasopismo "konkret" osiągnął w 1965 nakład 100 tys. egzemplarzy i stał się wiodącym organem ruchu studenckiego i Opozycji Pozaparlamentarnej (APO). W 1967 ukazywało się co tydzień i sprzedało się w nakładzie ok. 180 tys. egzemplarzy.
Wiosną 1968 Klaus i Ulrike rozwiedli się. Ulrike przeniosła się z córkami i siostrą do Berlina, rozpoczynając kampanię przeciwko Klausowi. Dążyła do odebrania mu jego czasopisma. Röhl stopniowo nadawał gazecie umiarkowany ton, a Ulrike szybko się radykalizowała. Wraz z Andreasem Baaderem założyła skrajnie lewicową organizację terrorystyczną RAF.
W 1974 Röhl wycofał się z "konkretu". Zajął się pracą naukową. W 1987 poprosił ostro wówczas krytykowanego Ernsta Nolte o opiekę nad swoim doktoratem. Promotora wybrał celowo, pisząc rozprawę o współpracy między komunistami a narodowymi socjalistami przeciwko socjaldemokratom w 1932. Obronił się w 1993.
W 1995 wstąpił do liberalnej FDP. Zaangażował się po prawicowo-konserwatywnej stronie ugrupowania. Pisał do "Preussische Allgemeine Zeitung". Ożenił się ponownie z Danae Coulmas, grecką pisarką, dawniej pracującą w dyplomacji.